# Veres Emese Gyöngyvér
Veres Emese Gyöngyvér (Marosvásárhely, 1966. május 8. –) erdélyi magyar néprajzi szakíró, újságíró.

## Életútja
Középiskoláit Brassóban, az Unirea Történelem–Filológia Líceumban végezte (1984), majd az ELTE bölcsészkarán szerzett diplomát román nyelv és kulturális antropológia szakon (2000), ugyanott doktori címet is (2008). Egyetemi évei alatt a Magyar Rádió, a budapesti Evangélikus Élet és a Brassói Lapok állandó külső munkatársa. 2009-től a Barcaprint kiadó ügyvezetője.

## Munkássága
Első írása 1990-ben a Németországban kiadott Útitárs c. folyóiratban jelent meg a szórványokban folyó lelki gondozásról. Néprajzi és antropológiai tárgyú tanulmányait közölte a Másság – idegenség – elmozdulás. I–II. (Budapest, 1997), a Kultúra és Közösség (Budapest, 1998). 
Kéziratban lévő műve: Temetkezési szokások a barcasági csángóknál.

## Kötetei
- Barcasági körkép. Egy kulturális antropológus terepmunka-tanulmányai; MTA PTI Etnoregionális Kutatóközpont, Bp., 1996 (MTA PTI Etnoregionális Kutatóközpont munkafüzetek)
- Gergely napjától Péter-Pálig. Ünnepek és jeles napok a barcasági csángóknál (Szecseleváros, 2002)
- Ma leszek házadban először vendéged. Felnőtté válás a barcasági csángó gyülekezetekben (Budapest, 2005. Barcasági Könyvek)
- „Mikor Oláhország háborút izene.” A barcasági csángók kálváriája (Budapest, 2008)
- Ma leszek először házadban vendéged. Felnőtté válás a barcasági csángóknál; 2. átdolg. kiad.; Cédrus Művészeti Alapítvány–Napkút–Barca, Bp., 2014 (Barcasági könyvek)
- Hétfalu gyerekeknek; Pro Terra Barcensis, 2022 (Barcasági füzetek)[1]

### Vallási néprajzsorozatban
A Vallási néprajz sorozat szerkesztésében megjelent kötetei: 
- Evangélikus múltunk és jelenünk (Budapest, 2002)
- 250 éves a konfirmáció Magyarországon (Budapest, 2006)
- Az unitárius örökség. Simén Domokos emlékére (Budapest, 2008)